# Josephine van Gasteren
Josephine van Gasteren, née à La Haye le 22 mars 1917 et morte à Amstelveen le 1er mars 1989 , est une actrice néerlandaise.

## Biographie
Josephine van Gasteren est la fille de l'acteur Louis Augustaaf van Gasteren et de la chanteuse Elise Menagé Challa. Elle est sœur du cinéaste Louis van Gasteren. Pendant la Seconde Guerre mondiale, elle fut mariée un certain temps au réalisateur Fons Rademakers.
En 1935, Van Gasteren obtient son premier rôle dans Op stap, un film réalisé par Louis Saalborn. Elle a joué dans plusieurs films, dont Mira et  pour plusieurs compagnies théâtrales. En plus de son travail de comédienne, elle a également joué en solo et a donné des conférences sur le théâtre russe et grec.

## Filmographie
- 1935 : Op stap
- 1937 : De man zonder hart
- 1938 : Veertig jaren
- 1957 : Stranding
- 1960 : Stranding / S.O.S. Ecuador
- 1966 : De tweekoppige adelaar
- 1969 : De kleine zielen : la mère de Lowe
- 1971 : Mira : la mère de Maurice
- 1973 : Boerin in Frankrijk : Rose
- 1975 : Flanagan : la mère de Peter